# Wajid Ali Chaudhry
Wajid Ali Chaudhry (* 4. August 1981) ist ein pakistanischer Badmintonspieler. 

## Karriere
Wajid Ali Chaudhry ist einer der bedeutendsten Badmintonspielers Pakistans der Gegenwart. Er ist einer der wenigen heutigen Spieler des Landes, die auch größere internationale Erfolge aufweisen können. So gewann er sowohl 2004 als auch 2006 Bronze im Herreneinzel bei den Südasienspielen, 2004 zusätzlich auch Silber mit dem Team. Von 2001 bis 2009 war er des Weiteren sechs Mal im Einzel bei den nationalen Titelkämpfen erfolgreich.